# U crochet à gauche en indice
Cette page contient des caractères spéciaux ou non latins. S’ils s’affichent mal (▯, ?, etc.), consultez la page d’aide Unicode.
ꭟ, appelée ꭒ en indice, ꭒ inférieur ou lettre modificative u crochet à gauche en indice, est un graphème utilisé dans certaines transcriptions phonétiques. Il est formé de la lettre ꭒ mise en indice.

## Utilisation
Le ꭒ est utilisé dans certaines transcriptions phonétiques dérivées de l’alphabet Rousselot-Gilliéron dans lequel il représente un voyelle ꭒ faible comme la transcription de Jean Haust utilisée dans l’Atlas linguistique de la Wallonie, ou dans celles de plusieurs atlas linguistiques de la collection « Atlas linguistique  de la France par région », par exemple : du Lyonnais ; de l’Ouest, de l’Île-de-France et de l’Orléanais ; de la Bretagne romane et de l’Anjou et du Maine ; de l’Auvergne et du Limousin ; du Languedoc oriental.

## Représentations informatiques
La lettre modificative u crochet gauche en indice n’a pas été codée dans une norme informatique. Elle peut être obtenue avec le formatage de texte, par exemple ꭒ (<sup>ꭒ</sup> en HTML) ou avec des polices de caractères spécifiques non standards.